# Klubowy Puchar Europy kobiet w szachach (2017)
2017 – dwudziesty drugi sezon Klubowego Pucharu Europy kobiet w szachach. Rozgrywki odbyły się w Antalyi w dniach 8–14 października 2017 roku. Tytuł zdobyła gruzińska Nona Batumi.

## Format rozgrywek
Turniej odbywał się systemem szwajcarskim na dystansie siedmiu rund. W przypadku identycznej liczby punktów decydował system Sonneborna-Bergera, a przy dalszej równości – łączna liczba punktów uzyskanych przez zawodniczki.

## Uczestnicy
W nawiasie podano średni ranking Elo. Źródło: OlimpBase
- Odlar Yurdu (2348)
- Bossa Nova Mińsk (2342)
- Philidor Mulhouse (2139)
- Nona Batumi (2495)
- Beer Sheva Chess Club (2098)
- Jugra (2462)
- SzSM Legacy Square Moskwa (2401)
- Medicina Timișoara (2324)
- Aegean (1920)
- Anatolia (2275)
- Marmara (2137)
- Mediterranean (1876)

## Rozgrywki

### Runda 1
Źródło: OlimpBase
8 października 2017
| Nona Batumi – Anatolia 2½:1½             |
| Philidor Mulhouse – Jugra 1:3            |
| SzSM Legacy Square Moskwa – Marmara 3½:½ |
| Beer Sheva Chess Club – Odlar Yurdu ½:3½ |
| Bossa Nova Mińsk – Aegean 4:0            |
| Mediterranean – Medicina Timișoara ½:3½  |

### Runda 2
Źródło: OlimpBase
9 października 2017
| Medicina Timișoara – Bossa Nova Mińsk 1½:2½ |
| Jugra – SzSM Legacy Square Moskwa 2:2       |
| Odlar Yurdu – Nona Batumi 2½:1½             |
| Anatolia – Beer Sheva Chess Club 2½:1½      |
| Mediterranean – Philidor Mulhouse 1:3       |
| Marmara – Aegean 2½:1½                      |

### Runda 3
Źródło: OlimpBase
10 października 2017
| Bossa Nova Mińsk – Odlar Yurdu ½:½                 |
| SzSM Legacy Square Moskwa – Medicina Timișoara 2:2 |
| Nona Batumi – Jugra 2½:1½                          |
| Philidor Mulhouse – Anatolia ½:3½                  |
| Beer Sheva Chess Club – Marmara 1:3                |
| Aegean – Mediterranean 4:0                         |

### Runda 4
Źródło: OlimpBase
11 października 2017
| SzSM Legacy Square Moskwa – Bossa Nova Mińsk 3:1 |
| Odlar Yurdu – Anatolia 2½:1½                     |
| Marmara – Nona Batumi ½:3½                       |
| Medicina Timișoara – Jugra 1½:2½                 |
| Aegean – Philidor Mulhouse 1:3                   |
| Mediterranean – Beer Sheva Chess Club ½:3½       |

### Runda 5
Źródło: OlimpBase
12 października 2017
| Odlar Yurdu – SzSM Legacy Square Moskwa 2½:1½ |
| Nona Batumi – Bossa Nova Mińsk 2½:1½          |
| Jugra – Marmara 3:1                           |
| Philidor Mulhouse – Medicina Timișoara ½:3½   |
| Anatolia – Mediterranean 3½:½                 |
| Beer Sheva Chess Club – Aegean 3:1            |

### Runda 6
Źródło: OlimpBase
13 października 2017
| Jugra – Odlar Yurdu 2:2                       |
| SzSM Legacy Square Moskwa – Nona Batumi 1:3   |
| Bossa Nova Mińsk – Anatolia 3:1               |
| Medicina Timișoara – Aegean 4:0               |
| Philidor Mulhouse – Beer Sheva Chess Club 2:2 |
| Marmara – Mediterranean 4:0                   |

### Runda 7
Źródło: OlimpBase
14 października 2017
| Nona Batumi – Medicina Timișoara 2:2                  |
| Odlar Yurdu – Marmara 2½:1½                           |
| Bossa Nova Mińsk – Philidor Mulhouse 4:0              |
| Mediterranean – Jugra 0:4                             |
| Beer Sheva Chess Club – SzSM Legacy Square Moskwa 1:3 |
| Aegean – Anatolia 1:3                                 |

## Klasyfikacja
Źródło: OlimpBase
| Msc | Zespół                    | M | W | R | P | Pkt |
| --- | ------------------------- | - | - | - | - | --- |
| 1   | Nona Batumi               | 7 | 5 | 1 | 1 | 11  |
| 2   | Odlar Yurdu               | 7 | 5 | 1 | 1 | 11  |
| 3   | Bossa Nova Mińsk          | 7 | 5 | 0 | 2 | 10  |
| 4   | Jugra                     | 7 | 4 | 2 | 1 | 10  |
| 5   | SzSM Legacy Square Moskwa | 7 | 3 | 2 | 2 | 8   |
| 6   | Medicina Timișoara        | 7 | 3 | 2 | 2 | 8   |
| 7   | Anatolia                  | 7 | 4 | 0 | 3 | 8   |
| 8   | Marmara                   | 7 | 3 | 0 | 4 | 6   |
| 9   | Beer Sheva Chess Club     | 7 | 2 | 1 | 4 | 5   |
| 10  | Philidor Mulhouse         | 7 | 2 | 1 | 4 | 5   |
| 11  | Aegean                    | 7 | 1 | 0 | 6 | 2   |
| 12  | Mediterranean             | 7 | 0 | 0 | 7 | 0   |